# 마인츠 사육제

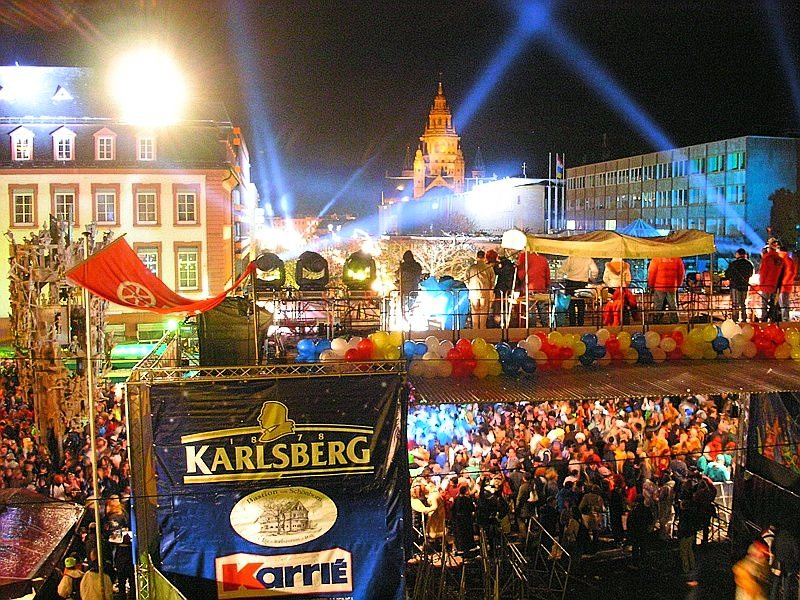
2004년 마인츠 사육제.

마인츠 사육제(Mainzer Fastnacht)는 종교적 의식을 바탕으로 시작된 독일 전통 축제로, 축제 마지막 일주일동안 가장 활발하게 펼쳐지며 전 세계적 축제인만큼 중요한 경제,정치적 의미를 가진다.

## 어원, 유래
독일 라인카니발은 기독교 문화에서 유래하였으며 예수의 수난과 부활 시기에 관련된 종교적 축제이다. 라인 카니발은 사육제라고도 불리는데, 카니발(Carneval)이라는 단어는 'Carne(고기)'와 'val(격리)'가 합쳐진 말로, '고기와의 작별'이라는 뜻으로 해석할 수 있다. 로마 시대부터 일정 기간 종교적인 이유로 고기를 먹지 않는 의식이 있었다. 이런 전통이 기독교로 이어졌고, 중세부터 부활절을 정점으로 40일 전, 즉 사순절(四旬節)부터 고기를 먹지 않고 근신하게 된다. 이처럼 금욕 기간에 들어가기 전 실컷 고기도 먹고 술도 마셔 두자는 대축제가 바로 카니발이다. 사순절동안의 사육제 기간은 기독교적인 경건함과 성스러운 분위기가 시초였으나 중세로 접어들면서 지나칠 정도로 방탕해지자, 관에서나 교회에서 이들의 무절제한 모습을 못마땅하게 여겨 법령과 각종 조치로서 카니발을 금지하려 하였으나, 그럴수록 그 전통은 열기를 더해 갔다.
라인 카니발은 1823년 퀼른에서 ‘카니발 위원회’가 공식적으로 창립되면서 처음 시작되었으며 노드라인베스트팔렌 주의 대규모 연중행사로 일 년에 한번 개최된다. 1860년에는 카니발 토요일 저녁에 질병, 굶주림, 추위, 전쟁, 죽음 등 삶에 반하는 모든 부정적 요소들을 몰아내고자 하는 “악령들의 행진(Geisterzug)”이 최초로 거행되었다.
라인 카니발은 라인 강 줄기를 따라 독일의 거의 모든 서부 지방에서 펼쳐지는데 마인츠를 중심으로 하더라도 라인 강과 맞닿지 않은 지방에서도 이 카니발에 어울려 축제를 벌이는 곳이 많다. 사순절 예비 절기의 시작은 일반적으로 공현축일(1월 6일)로 알려져 있지만, 사육제를 가장 정성스럽게 벌이는 쾰른에서는 공식적인 시작을 11월 11일 11시로 잡는다. 이 때부터 축제가 시작되어 서서히 그 분위기가 고조되어 가는데 그 절정에 달해 가장 활발한 축제를 즐기는 시점은 사순절이 시작되기 일주일 전부터다.

## 본격적인 행사
독일 라인 카니발은 뒤셀도르프, 쾰른, 본으로 이어지는 라인 강 줄기를 따라 열린다. 그 중 쾰른 Alter Markt에서는 해마다 11월 11일 11시 11분에 시끌벅적한 개막행사로 시작하여 주말마다 크고 작은 행사들이 이어진다. 긴 겨울 내내 카니발이 진행되며 다음해 사순절이 있는 주간에 막을 내린다. 라인카니발은 사순절이 시작되기 일주일 전 목요일부터 열린다. 이 축제에는 티켓이 따로 필요 없이 그저 무료로 관람하고 즐기면 된다. 축제기간 동안에는 다채로운 퍼레이드와 함께 흥겨운 연주가 열려 도시전체가 흥겨운 분위기로 들썩거린다. 가장행렬은 주로 정치인들을 모티브로 삼아 독일 정치 또는 정책상의 문제점들을 풍자하기도 한다. 또, 여러 신들을 마스크 분장하여 생존에 부정적인 요소들을 몰아내고 삶의 풍요를 지켜주는 선신을 기리는 모습도 볼 수 있다.
카니발은 또한 현대 기술에 적대적이다. 따라서 자동차를 사용하는 행진을 원치 않으며, 자동차를 이용하지 못하도록 곳곳에 말뚝과 계단을 설치한다. 음악도 전기를 사용한 카세트나 앰프를 사용하지 않고 순전히 악단들의 악기로만 연주된다. 실외에서는 도보 행렬과 온갖 분장을 한 팀들의 행진 등이 관객들의 호응 속에서 진행되고, 실내에서는 음악, 노래, 춤, 만평극 등이 술과 음식과 곁들여 진행된다. 카니발의 인사말은 "알라프(Alaaf)“와 헬라우(Helau)"이고, 축제 내내 서로 인사를 주고받는다. 여기서 알라프는 ”쾰른이여 영원하라"는 의미를 지닌다. 카니발 기간에는 지하철에 탔을 때 분장을 하지 않고 평범한 옷을 입은 사람이 되려 주목을 받는다고 한다.
독일 라인카니발의 하이라이트는 여인들의 목요일과 장미의 월요일인데, 이 시기에 다양한 퍼레이드와 프로그램들이 집중적으로 펼쳐진다. 여인들의 목요일(Weiberfastnacht)은 온전히 여자들을 위한 날로 이날만큼은 남성의 권위에 도전하여 맞설 수 있고 여자들에게 결정권이 부여된다. 여인들의 목요일이 되면 아이들은 물론 어른들까지 다양한 아이디어로 가장을 하고 거리를 돌아다닌다. 백화점엔 아예 카니발 분장용품 코너가 해마다 특설되기도 한다. 이 날엔 여자들은 낮부터 술을 마시고 거리로 나와 남성을 상징하는 넥타이를 가위로 자른다고 한다. 그러고는 사과하는 의미에서 그 남성에게 입을 맞추고, 그 남성은 잘린 넥타이를 매고 시내를 종일 돌아다닌다. 아무것도 모르고 시내 구경 나온 외국인 신사들의 넥타이가 잘려지는 수모가 여기저기서 벌어지며, 이 날은 수상도 예외 없이 넥타이를 잘리면서 히죽대며 웃는 사진이 신문마다 실린다.
뒤이어 다음날에는 카네이션 토요일(Nelkensamastag), 튤립의 일요일(Tulpensonntag)이 계속해서 이어지고, 3일 뒤에는 장미의 월요일(Rosenmontag)이 열린다. 장미의 월요일에는 마인츠에서 뒤셀도르프에 이르기까지 도시마다 성대한 가장 행렬이 벌어지는데, 이 날만큼은 회사도 가게도 문을 닫고 거리로 나와 가장행렬에 참여하고 축제를 즐긴다. 하지만 이 행렬에는 아무나 낄 수가 없다. 주로 학생들이 많이 참여하는데, 튤립의 일요일 날 지역예선을 벌여 여기서 당선된 팀이 다음날 장미의 월요일 날 행렬에서 선을 보이는 것이다. 주체하는 사람들이나 관람하는 시민들 모두 의상을 입고 분장을 하고 함께 즐기며 퍼레이드 중 가장행렬이 던지는 사탕을 주우며 참여한다. 그리고 행렬이 끝나면 밤새도록 모여 축제를 즐기며 술을 마신다.
제비꽃 화요일(Veilchendienstag)이 되면 비교적 조용해지는데, 이 날부터는 카니발이 거의 종료되는 시점이며 사람 크기 만한 허수아비를 상징적으로 불에 태운다. 이 형상은 우리가 카니발 동안에 저지른 모든 죄를 참회하는 것을 상징한다. 이를 Nubbel 화형식이라고 부른다. 이 화형식에 참여한 사람들은 슬픔에 가득 찬 한탄을 하기도 하고 흥겨운 민요를 부르기도 하며 우행과 죄악에 대해 속죄한다. 독일 라인카니발의 마지막 날은 참회의 수요일(scher-mittwoch) (또는 ‘재(灰)의 수요일’이라고도 부른다)로 끝이 난다. 이 날은 사육제 축제 기간 동안 지은 죄를 참회하고 고기를 먹지 않으며 근신하는 날이다. 이 순간부터는 40일간 고난의 사순절이 시작된다. 기독교 풍습에 따른 풍자가 또한 엄숙하게 거행된다. 11월부터 3월까지의 길고 화려했던 축제 분위기는 차분해지고 엄숙해진다. 사육제는 이날 밤 자정을 기점으로 끝이 난다.

## 정치, 경제적 의미
2006년 당시 신문에는 장미의 월요일만 해도 행렬 참가인원이 1만 명, 시민 참가자 140명, 차량 97대, 악대부 123개 팀, 말 440마리, 캬라멜 150톤, 과자류 22만 곽, 꽃다발 30만 개였다고 보도되었다. 1998년 Rosenmontag 행사 하나만에 약 10억 원이, 2002년에는 약 26 억원이 지출된 것으로 추정된다.
이만큼 라인 카니발은 독일 내의 가장 크고 활발한 축제이며, 쾰른 시민 뿐만이 아니라 관광객, 타 지역 주민들까지 광범위하게 참여하는 훌륭한 관광자원이 된다. 그와 동시에 카니발 관련 일자리를 창출해낼 수 있는 하나의 경제적 요소로도 작용한다. 라인 카니발은 처음에 암울한 나라 분위기 등에 맞서 지역 주민들의 생존과 정체성을 지켜내기 위한 강한 정치적, 종교적, 문화 사회적 이념도 함께 작용하였지만, 그 성격은 차츰 줄어들고 그 자체로 먹고 마시고 즐기는 데 의미를 두고 있다. 라인 카니발이 오늘날 초대형 글로벌 축제로 발달하기까지는 여러 성공 요인이 있는데 카니발의 주요 동기 및 목적이 자유, 해방, 저항의 이념을 기반으로 시작되어 지역 주민들의 사랑을 받았다는 것, 그저 관객으로서가 아니라 각자만의 개성과 창의력, 특성을 보여주는 참여자가 될 수 있다는 것, 남녀노소 구분 없이 다수의 대중을 위하는 성격, 간식과 선물을 나눠주고 받으며 느끼는 즐거움, 풍자와 비판을 겸하며 잠시나마 일상에서 탈출할 수 있다는 것이다.